# Friedhelm Haebermann

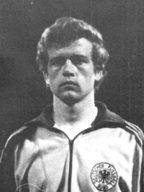
Haebermann im September 1971 vor einem Länderspiel gegen Bulgarien

Friedhelm Haebermann (* 24. Juli 1946 in Duisburg) ist ein ehemaliger deutscher Fußballspieler, der mit der deutschen Fußballnationalmannschaft der Amateure am olympischen Fußballturnier 1972 teilgenommen hat.

## Laufbahn

### Vereine, 1956 bis 1978

#### Anfänge
In der Jugend des VfvB Ruhrort-Laar begann der Schüler Friedhelm Haebermann in Duisburg mit dem Fußballspiel. Mit dem durch Fusion von Altmeister Duisburger SpV und TuS Duisburg 48/99 im Jahre 1964 entstandenen Verein Eintracht Duisburg schaffte er in der Saison 1967/68 den Aufstieg in die Regionalliga West. Die Mannschaft von Trainer Günther Werschy stieg mit Platz 17. aber in der Saison 1968/69 sofort wieder ab. Haebermann hatte 32 Spiele bestritten und ein Tor erzielt. Dem DFB war aber sein Talent aufgefallen. Der Trainer der Amateurnationalmannschaft, Udo Lattek, setzte ihn am 7. April und 1. Mai 1969 in zwei Länderspielen der Amateure ein. Helmuth Johannsen, der Bundesligatrainer von Eintracht Braunschweig, glaubte an das Talent aus Ruhrort und gab ihm einen Vertrag zur Runde 1969/70.

#### Eintracht Braunschweig, 1969 bis 1978
Die Neulinge der Mannschaft vom Stadion an der Hamburger Straße in Braunschweig, neben Haebermann waren das noch Max Lorenz, Bernd Gersdorff und Franz Merkhoffer, gehörten zwar alle der Stammelf der Runde 1969/70 an, aber die Eintracht konnte nur knapp mit Platz 16 die Klasse erhalten. Trainer Johannsen beendete seine Tätigkeit und mit Otto Knefler erlebte der Mann aus Ruhrort in seiner zweiten Runde in der Bundesliga auch den zweiten Trainer. Fast sensationell landete Braunschweig in der Runde 1970/71 auf dem vierten Rang – Haebermann hatte 25 Spiele bestritten und Lothar Ulsaß hatte mit 18 Treffern in der Offensive den wesentlichen Teil dazu beigetragen – und zog damit in den UEFA-Cup der Runde 1971/72 ein. In den internationalen Spielen gegen Glentoran Belfast, Athletic Bilbao und Ferencváros Budapest sammelte der Abwehrdirigent wertvolle Erfahrungen. Umso größer war seine Enttäuschung, als er und seine Mitspieler 1972/73 den Abstieg nicht vermeiden konnten. Umgehend gelang mit dem Abwehrchef Haebermann der Eintracht 1973/74 der Aufstieg. Ab der Runde 1974/75 hatte es Haebermann mit Trainer Branko Zebec zu tun. Der Verfechter von Raumdeckung, konsequenter Einhaltung von taktischen Vorgaben und immensem Lauftraining tat Haebermann und der Eintracht gut. Über die Ränge neun und fünf führte er sie in der Runde 1976/77 fast zum Titelgewinn, am Rundenschluss landete das Team um Libero Haebermann auf dem 3. Rang, einen Punkt hinter dem Meister Borussia Mönchengladbach. In 34 Spielen hatte die Eintracht-Abwehr um Innenverteidiger Habermann lediglich 38 Gegentore zugelassen. Im vierten Jahr mit Trainer Zebec wollte Sponsor Günter Mast, der Likörfabrikant aus Wolfenbüttel, mit Gewalt den Traum der Meisterschaft verwirklichen, Paul Breitner wechselte von Real Madrid nach Braunschweig. Am Ende der Runde 1977/78 landete das Team mit dem 32-jährigen Libero Haebermann aber auf Rang 13 der Tabelle. Auch im Europa-Cup scheiterte man nach Erfolgen gegen Dynamo Kiew und Start Kristiansand in der dritten Runde an dem späteren UEFA-Cup-Sieger PSV Eindhoven. Friedhelm Haebermann beendete im Sommer 1978 seine Laufbahn in der Bundesliga. Von 1969 bis 1978 hatte der 1,80 m große Libero für die Blau-Gelben Eintracht-Löwen 229 Spiele mit acht Toren in der Bundesliga beziehungsweise 34 (2) in der Regionalliga Nord 1973/74 bestritten und in acht Runden Bundesliga-Fußball keine Rote Karte kassiert, lediglich eine Gelbe Karte handelte sich der mit Auge und Stellungsspiel agierende Defensivspezialist ein.
Neben den Rundenspielen in der Bundesliga und Regionalliga war er für die Blau-Gelben auch noch im DFB-Pokal (25-1), im Europacup (15-0) und in der BL-Aufstiegsrunde (8-0) im Einsatz. Insgesamt wird er in der Eintracht-Statistik mit 313 Pflichtspielen und 13 Toren geführt.

### Amateurnationalmannschaft, 1969 bis 1972
Die ersten zwei Länderspiele bei den DFB-Amateuren hatte der Abwehrspieler aus Duisburg-Ruhrort noch im Jahre 1969 im Dress von Eintracht Duisburg bestritten. In seinen neun Runden in Braunschweig folgten noch 35 weitere Berufungen. Sportlicher Höhepunkt war die unmittelbare Vorbereitung und das olympische Turnier 1972 selbst. Im Jahr der Fußball-Europameisterschaft und der Olympischen Spiele 1972 bestritt Friedhelm Haebermann 16 Länderspiele mit der Amateurnationalmannschaft. Zusammen mit Heiner Baltes, Bernd Nickel und Egon Schmitt absolvierte er alle sechs Spiele des olympischen Fußballturniers von Beginn bis Ende für die deutsche Mannschaft. Nach dem mit 2:3 Toren am 8. September 1972 in München gegen die DDR verlorenen Spiel, beendete er nach 37 Einsätzen seine Laufbahn in der Amateurnationalmannschaft.

### Bundesliga-Skandal, 1971
1971 wurde Haebermann wegen seiner Beteiligung am Bundesliga-Skandal zu einer Geldstrafe in Höhe von 4400 DM verurteilt. Die BTSV-Spieler hatten aber kein Spiel verschoben, sondern lediglich eine Prämie von dritter Seite kassiert.

## Nach der Spielerkarriere
Haebermann wechselte in das Trainerlager über und sammelte bei den Eintracht-Amateuren die ersten Erfahrungen. Später wurde er Verbandstrainer in Berlin. Nach seiner Tätigkeit als Verbandstrainer war er auch sehr erfolgreich als Vereinstrainer, so beim SV Yesilyurt und beim WFC Corso99/Vineta.